# 6 juin 2002
Le jeudi 6 juin 2002 est le 157e jour de l'année 2002.

## Décès
- Bernard Destremau (né le 11 février 1917), joueur de tennis et homme politique français ;
- Claude Vaudecrane (né le 14 mai 1915), amateur d’art français, expert pour les monnaies romaines.

## Autres événements
- Une crue catastrophique de l'Ainan et de ses affluents cause de graves dégâts à Saint-Bueil et quatorze autres communes[1],[2],[3] de l'Isère.
- le gouvernement du 29e Dáil entre en fonction en Irlande ;
- création de la municipalité de Rangárþing ytra en Islande ;
- sortie du single I Feel So du groupe Box Car Racer ;
- forte explosion aérienne en Méditerranée ;
- 3 matches de la coupe du monde de Football 2002 :
  - France-Uruguay au stade Asiade de Pusan (0-0),
  - Portugal-Pologne (4-0),
  - Danemark-Sénégal au stade de Daegu (1-1) ;
- sortie américaine du jeu Castlevania: Harmony of Dissonance ;
- nouvelle constitution pour le Queensland ;
- Nidia Guenard fait ses débuts de catcheuse professionnelle.